# Patrick Bateman
Patrick Bateman es un personaje de ficción, protagonista y villano de la novela American Psycho escrita por Bret Easton Ellis.

## Biografía y perfil
Patrick Bateman es un personaje ficticio, vicepresidente del departamento de fusiones y adquisiciones en la firma de inversiones Pierce & Pierce (la misma de Sherman McCoy en la novela La hoguera de las vanidades). Graduado de la Universidad de Harvard en 1984 hizo un máster en la Escuela de Negocios de Harvard dos años más tarde. Luego se mudó a la ciudad de Nueva York. Tiene 27 años (al comienzo de la novela) y vive en el edificio American Gardens (donde también vivía Tom Cruise).
Patrick Bateman es apuesto, bien educado y un hombre inteligente. Patrick proviene de una familia acaudalada. Sus padres viven en Long Island, y él menciona una residencia de verano en Newport. Ahora, su madre reside en un sanatorio.
Su padre creció en el estado de Connecticut y posee un apartamento en un hotel de Nueva York. Su hermano menor es Sean, que asiste a la Universidad en el Camden College y es el protagonista de otra novela de Bret Easton Ellis –en la que aparece brevemente Patrick–, Las leyes de la atracción.
El personaje anticipa al metrosexual de los años dos mil: preocupado por su apariencia física, tiene un rutina matutina muy estricta en su descripción; usuario de las últimas cremas y lociones para tratamiento y cuidado corporal, facial y de cabello, así como de los trajes más caros y la más moderna tecnología. Es el prototipo de yuppie de los años 80-90 con gran éxito en su estatus social y económico. Es fanático del programa de televisión de la presentadora Patty Winters y de ciertos autores y grupos musicales de los cuales hace exhaustivo análisis de su obra. Sus métodos de practicar ejercicio en casa los compagina con películas pornográficas o con violencia explícita.
A medida que se va desarrollando la novela se revela que la perfección superficial de Patrick Bateman se ha degenerado en una rutina de estrés comparativo, provocando en él un deseo de desfogue que lo convierte en un asesino en serie que mata desde colegas a prostitutas, pasando por mendigos y artistas callejeros; su crimen más deleznable es el que comete con un niño pequeño en un zoológico. Sus métodos de asesinar, incluidas la tortura y el canibalismo, están descritos en la novela de forma muy detallada. Sin embargo, se abstiene de matar a las pocas personas que le demuestran un amor verdadero, aunque en su imaginación lo desee fervientemente: a su amante Courtney, a su colega homosexual Luis Carruthers y a su secretaria Jean; esta última logra hasta descolocarlo con su bondad e inocencia acerca del mal que él representa. En una especie de epifanía final, acepta el amor sincero de Jean, aunque se sienta incapaz de devolvérselo debido al temor de envolverla tarde o temprano en su psicopatía.
Con horror comprueba, al final, que gran parte de sus crímenes emblemáticos han sido producto de su imaginación, y que aquellos que ha cometido verdaderamente no pueden pasar impunes, pues su retrato como criminal circula en el centro de la ciudad (un taxista lo reconoce como asesino de uno de sus colegas).
- Datos: Q203927